# 1164
Il 1164 (MCLXIV in numeri romani) è un anno bisestile del XII secolo.

## Eventi
- 16 e 17 febbraio: L'inondazione di Santa Giuliana devasta le coste tedesche e olandesi del Mare del Nord
- 9 giugno - L'imperatore Federico Barbarossa infeuda Rainaldo di Dassel, arcivescovo di Colonia e arcicancelliere dell'impero di un territorio comprendente la pieve di Dairago (composta, oltre che dal comune capopieve, anche dei territori di Arconate, Bienate, Borsano, Buscate, Busto Garolfo, Castano, Castelletto, Cuggiono, Induno, Inveruno, Magnago, Nosate, Padregnano, Sant'Antonino, Turbigo, Villa Cortese), Busto Arsizio (che faceva parte della pieve di Olgiate Olona) e Bernate.
- Il conte Enrico I di Champagne sposa Maria di Champagne.
- Uppsala è riconosciuta come la sede del arcivescovo metropolita svedese.
- L'antipapa Pasquale III viene eletto dai cardinali che sostengono Federico Barbarossa.
- Olaf II di Norvegia viene canonizzato come Sant'Olaf.
- L'arcivescovo Rainaldo di Dassel porta le reliquie dei re magi da Milano a Colonia.
- Re Enrico II d'Inghilterra insiste che chiunque nel regno, includendo il clero, deve assoggettarsi alla corte regale.
- Thomas Becket, pretendente al trono di Enrico II di Inghilterra, lascia l'Inghilterra per chiedere il sostegno del Papa e del Re di Francia.
- Prima attestazione documentale della città russa di Tver'.
- Costituzioni di Clarendon con le quali Enrico II riduce fortemente i poteri della Chiesa inglese

## Nati
- 6 luglio - Federico V di Svevia, duca († 1169)
- 28 dicembre - Rokujō, imperatore giapponese († 1176)
- Aldebrando di Fossombrone, vescovo cattolico italiano
- Hatakeyama Shigetada, militare giapponese († 1205)
- Folco Scotti, vescovo cattolico e santo italiano († 1229)
- Sverker II di Svezia, re († 1210)
- Salinguerra II Torelli, nobile e politico italiano († 1244)

## Morti
- 2 gennaio - Silvestro di Troina, abate e santo italiano
- 30 gennaio - Guglielmo d'Angiò, nobile normanno (n. 1136)
- 24 febbraio - Gausfredo III di Rossiglione, nobile franco
- 13 marzo - Fujiwara no Tadamichi, poeta giapponese (n. 1097)
- 20 aprile - Antipapa Vittore IV, cardinale e vescovo cattolico italiano (n. 1095)
- 16 maggio - Eloisa, badessa e letterata francese
- 18 giugno - Elisabetta di Schönau, badessa tedesca (n. 1129)
- 22 giugno - Everardo di Salisburgo, abate, arcivescovo cattolico e santo austriaco
- 6 luglio - Adolfo II di Schaumburg, nobile tedesco (n. 1128)
- 14 settembre - Sutoku, imperatore giapponese (n. 1119)
- 11 novembre - Ugo d'Amiens, arcivescovo e teologo francese
- 23 dicembre - Artmanno di Bressanone, vescovo cattolico tedesco (n. 1090)
- 31 dicembre - Ottocaro III di Stiria, nobile austriaco (n. 1124)
- Dirgham, militare arabo
- Guglielmo IV, vescovo cattolico italiano
- Somerled, militare
- Sultan Cheikhmus, ottomano (n. 1077)
- Vratislavo, sovrano obodrita

## Calendario
| Calendario 1164 | Calendario 1164 | Calendario 1164 | Calendario 1164 | Calendario 1164 | Calendario 1164 | Calendario 1164 | Calendario 1164 | Calendario 1164 | Calendario 1164 | Calendario 1164 | Calendario 1164 | Calendario 1164 | Calendario 1164 | Calendario 1164 | Calendario 1164 | Calendario 1164 | Calendario 1164 | Calendario 1164 | Calendario 1164 | Calendario 1164 | Calendario 1164 | Calendario 1164 | Calendario 1164 | Calendario 1164 | Calendario 1164 | Calendario 1164 | Calendario 1164 | Calendario 1164 | Calendario 1164 | Calendario 1164 | Calendario 1164 | Calendario 1164 |
| --------------- | --------------- | --------------- | --------------- | --------------- | --------------- | --------------- | --------------- | --------------- | --------------- | --------------- | --------------- | --------------- | --------------- | --------------- | --------------- | --------------- | --------------- | --------------- | --------------- | --------------- | --------------- | --------------- | --------------- | --------------- | --------------- | --------------- | --------------- | --------------- | --------------- | --------------- | --------------- | --------------- |
|                 | 1               | 2               | 3               | 4               | 5               | 6               | 7               | 8               | 9               | 10              | 11              | 12              | 13              | 14              | 15              | 16              | 17              | 18              | 19              | 20              | 21              | 22              | 23              | 24              | 25              | 26              | 27              | 28              | 29              | 30              | 31              |                 |
| Gennaio         | Me              | Gi              | Ve              | Sa              | Do              | Lu              | Ma              | Me              | Gi              | Ve              | Sa              | Do              | Lu              | Ma              | Me              | Gi              | Ve              | Sa              | Do              | Lu              | Ma              | Me              | Gi              | Ve              | Sa              | Do              | Lu              | Ma              | Me              | Gi              | Ve              |                 |
| Febbraio        | Sa              | Do              | Lu              | Ma              | Me              | Gi              | Ve              | Sa              | Do              | Lu              | Ma              | Me              | Gi              | Ve              | Sa              | Do              | Lu              | Ma              | Me              | Gi              | Ve              | Sa              | Do              | Lu              | Ma              | Me              | Gi              | Ve              | Sa              |                 |                 |                 |
| Marzo           | Do              | Lu              | Ma              | Me              | Gi              | Ve              | Sa              | Do              | Lu              | Ma              | Me              | Gi              | Ve              | Sa              | Do              | Lu              | Ma              | Me              | Gi              | Ve              | Sa              | Do              | Lu              | Ma              | Me              | Gi              | Ve              | Sa              | Do              | Lu              | Ma              |                 |
| Aprile          | Me              | Gi              | Ve              | Sa              | Do              | Lu              | Ma              | Me              | Gi              | Ve              | Sa              | Do              | Lu              | Ma              | Me              | Gi              | Ve              | Sa              | Do              | Lu              | Ma              | Me              | Gi              | Ve              | Sa              | Do              | Lu              | Ma              | Me              | Gi              |                 |                 |
| Maggio          | Ve              | Sa              | Do              | Lu              | Ma              | Me              | Gi              | Ve              | Sa              | Do              | Lu              | Ma              | Me              | Gi              | Ve              | Sa              | Do              | Lu              | Ma              | Me              | Gi              | Ve              | Sa              | Do              | Lu              | Ma              | Me              | Gi              | Ve              | Sa              | Do              |                 |
| Giugno          | Lu              | Ma              | Me              | Gi              | Ve              | Sa              | Do              | Lu              | Ma              | Me              | Gi              | Ve              | Sa              | Do              | Lu              | Ma              | Me              | Gi              | Ve              | Sa              | Do              | Lu              | Ma              | Me              | Gi              | Ve              | Sa              | Do              | Lu              | Ma              |                 |                 |
| Luglio          | Me              | Gi              | Ve              | Sa              | Do              | Lu              | Ma              | Me              | Gi              | Ve              | Sa              | Do              | Lu              | Ma              | Me              | Gi              | Ve              | Sa              | Do              | Lu              | Ma              | Me              | Gi              | Ve              | Sa              | Do              | Lu              | Ma              | Me              | Gi              | Ve              |                 |
| Agosto          | Sa              | Do              | Lu              | Ma              | Me              | Gi              | Ve              | Sa              | Do              | Lu              | Ma              | Me              | Gi              | Ve              | Sa              | Do              | Lu              | Ma              | Me              | Gi              | Ve              | Sa              | Do              | Lu              | Ma              | Me              | Gi              | Ve              | Sa              | Do              | Lu              |                 |
| Settembre       | Ma              | Me              | Gi              | Ve              | Sa              | Do              | Lu              | Ma              | Me              | Gi              | Ve              | Sa              | Do              | Lu              | Ma              | Me              | Gi              | Ve              | Sa              | Do              | Lu              | Ma              | Me              | Gi              | Ve              | Sa              | Do              | Lu              | Ma              | Me              |                 |                 |
| Ottobre         | Gi              | Ve              | Sa              | Do              | Lu              | Ma              | Me              | Gi              | Ve              | Sa              | Do              | Lu              | Ma              | Me              | Gi              | Ve              | Sa              | Do              | Lu              | Ma              | Me              | Gi              | Ve              | Sa              | Do              | Lu              | Ma              | Me              | Gi              | Ve              | Sa              |                 |
| Novembre        | Do              | Lu              | Ma              | Me              | Gi              | Ve              | Sa              | Do              | Lu              | Ma              | Me              | Gi              | Ve              | Sa              | Do              | Lu              | Ma              | Me              | Gi              | Ve              | Sa              | Do              | Lu              | Ma              | Me              | Gi              | Ve              | Sa              | Do              | Lu              |                 |                 |
| Dicembre        | Ma              | Me              | Gi              | Ve              | Sa              | Do              | Lu              | Ma              | Me              | Gi              | Ve              | Sa              | Do              | Lu              | Ma              | Me              | Gi              | Ve              | Sa              | Do              | Lu              | Ma              | Me              | Gi              | Ve              | Sa              | Do              | Lu              | Ma              | Me              | Gi              |                 |